# Guy Canivet
Pour les articles homonymes, voir Canivet.
Guy Canivet, né le 23 septembre 1943 à Lons-le-Saunier (Jura), est un magistrat français, premier président de la Cour de cassation de 1999 à 2007, puis membre du Conseil constitutionnel de 2007 à 2016.

## Biographie

### Jeunesse et études
Il a fait ses études de droit à l'université de Bourgogne y obtenant un diplôme d'études supérieures spécialisées de droit privé et de sciences criminelles avant d'entrer à l'École nationale de la magistrature.

### Parcours professionnel
Guy Canivet est nommé juge d'instruction à Chartres (1972). Six ans plus tard, il devient secrétaire général de la présidente du tribunal de grande instance de Paris. Il est par la suite chargé de mission auprès du premier président de la Cour de cassation (1984 - 1988), avant d'être nommé président de chambre à la cour d'appel de Paris (1991). Cinq ans plus tard, il devient premier président de la cour d'appel de Paris, avant de devenir premier président de la Cour de cassation le 2 juillet 1999, à l'âge de 55 ans, succédant à Pierre Truche, partant à la retraite. Jean-Marie Coulon lui succèdera.
Le 23 février 2007, il est nommé membre du Conseil constitutionnel par le président de l'Assemblée nationale, Jean-Louis Debré.
Le 1er juin 2007, il est nommé membre de la Commission d'éthique du Comité international olympique par la Commission exécutive, en remplacement de Robert Badinter.

### Parcours professoral
De 1994 à 2004, Guy Canivet est professeur associé à l'université Paris Descartes. Par la suite, il est, à partir de septembre 2004, professeur associé à l'Institut d'études politiques de Paris. Il y il enseigne le droit de la concurrence approfondi (Droit de la concurrence appliqué aux professions libérales en 2005-2006, au sport et au marché des droits sportifs audiovisuels en 2006-2007) ainsi que les Grands enjeux de la Justice (depuis 2007). Il est l'auteur de La Modernisation du droit de la concurrence (LGDJ, 2006). Depuis 2016, il préside la Commission Concurrence ("Trente ans de mise en oeuvre du droit de la concurrence en France, acquis et perspectives") du Club des juristes.

## Distinctions et honneurs

### Honneurs
Il est, à partir de sa nomination au Conseil constitutionnel, premier président honoraire de la Cour de cassation.
Il est également le vice-président de l'Association des présidents des cours suprêmes judiciaires de l'Union européenne, dont il est l'un des fondateurs.
Guy Canivet est docteur honoris causa des universités de Londres, Leicester et Laval au Québec.
La promotion 2009-2012 de la double licence droit-économie de l'université Paris 1 Panthéon-Sorbonne a été baptisée de son nom. La cérémonie de parrainage a eu lieu en sa présence le 26 septembre 2012 à l'issue d'une conférence sur les liens entre l'économie et le droit[réf. souhaitée].
Guy Canivet a accepté de devenir le parrain de la promotion 2014 du master 2 de droit processuel à l'université de Bourgogne (Dijon).
Le 1er juillet 2016, il est élu président du Haut Comité Juridique de la Place Financière de Paris, en remplacement de Michel Prada.
En janvier 2019, il est nommé par le président de l'Assemblée nationale, Richard Ferrand, pour être l'un des cinq garants du grand débat national,,.

### Décorations
- Grand officier de la Légion d'honneur  Il est élevé à la dignité de grand officier le 25 mars 2016[12]. Il était commandeur depuis le 31 décembre 2006[13], officier depuis le 13 juillet 2000[14], chevalier depuis le 14 avril 1995[15].
- Officier de l'ordre national du Mérite Il est promu officier par décret du 10 novembre 1998[16]. Il était chevalier du 20 décembre 1982.
- Commandeur de l'ordre des Palmes académiques[réf. souhaitée]
- Commandeur de l'ordre des Arts et des Lettres (2007)[17]

### Décorations internationales
- Ordre olympique échelon argent (Comité international olympique), le 02 février 2017[18].

## Influence
Sous sa présidence, la Cour de cassation a connu des évolutions profondes.
S'agissant du fonctionnement de la Cour tout d'abord, Guy Canivet a engagé une réforme menant à la dématérialisation des procédures, les magistrats de la Cour ne travaillant désormais qu'exceptionnellement sur des dossiers "papier".
Il a de plus défendu (discours du 20 septembre 2002, BICC 576) l'instauration de la procédure éliminatoire des pourvois en cassation introduite par le gouvernement Jospin et qui, depuis le 1er janvier 2002, permet de déclarer non admis un pourvoi sans une véritable motivation circonstanciée de la décision.
Finalement, le nombre d'affaires civiles en attente d'être jugées est passé de 33 880 au 31 décembre 1999 à 18 890 au 31 décembre 2008, la durée moyenne d'une instance en cassation passant de 581 à 368 jours au cours de la même période.
Le nombre d'affaires pénales est passé quant à lui de 3521 à 2654, le délai moyen de jugement étant de 118 jours au 31 décembre 2008, contre 196 jours au 31 décembre 1999.
S'agissant de sa jurisprudence, la Cour s'est fortement ancrée dans le cadre juridique de la Convention européenne de sauvegarde des droits de l'homme. Une série d'arrêt annulant des décisions de la commission des opérations de bourse pour incompatibilité avec les dispositions de l'article 6 §1 et 2 de la CESDH sur le procès équitable (arrêts dits « Oury » de l'assemblée plénière du 5 février 1999). Cette œuvre jurisprudentielle fut entérinée par la loi de sécurité financière du 1er août 2003 (loi no 2003-706) qui retira la possibilité du rapporteur de participer au délibéré.
En octobre 2001, Guy Canivet préside l'assemblée plénière de la Cour de cassation qui confirme l'immunité pénale du président de la République pendant ses fonctions. Cet arrêt met fin à une période de tension judiciaire extrême avec le Conseil constitutionnel, lequel avait déjà affirmé, le 22 janvier 1999, l'immunité pénale du chef de l'État et ne comprenait donc pas que la Cour de cassation puisse tenir une autre position.
En 2002 et 2003, il a été en conflit ouvert avec Jean-François Burgelin, le procureur général près la Cour de cassation au sujet des prérogatives des avocats généraux.
Guy Canivet est présenté comme un magistrat particulièrement attaché à l'indépendance de la Justice. Il invoque ce principe, notamment, dans le discours qu'il a prononcé le 6 janvier 2006, peu avant le début des auditions de la commission parlementaire sur l'affaire dite d'Outreau, à l'occasion de l'audience solennelle de début d'année judiciaire. Le 13 février 2006 il a adressé une lettre au président de la République, Jacques Chirac. Il souligne, dans cette lettre, qu'il n'a aucune objection de principe à l'existence de la commission d'enquête, mais il rappelle que les députés s'étaient engagés à ne pas rejuger l'affaire d'Outreau. Il estime nécessaire d'interpeller le chef de l'État en tant que président du Conseil supérieur de la magistrature (CSM), sur la manière dont la commission procède, sur les questions posées par les députés qui en sont membres, sur la mise en scène qui entoure les travaux. Guy Canivet juge que l'on peut poser des questions sur le respect de l'indépendance de la justice. Il fait part au président de la République de l'énorme émoi qu'il a perçu dans le corps des magistrats et des craintes que lui inspire l'atteinte portée, selon lui, à l'image de la justice en France et à l'extérieur. À ses yeux, il est temps que le président du CSM se saisisse du problème posé par la commission d'enquête.
En septembre 2006, à la suite des déclarations de Nicolas Sarkozy accusant de « démission » des juges de Bobigny face à la recrudescence de la violence en Seine-Saint-Denis, Guy Canivet a répondu : « Une fois de plus, la presse de ce jour rapporte les termes provocants du ministre d'État, ministre de l'Intérieur, mettant en cause le fonctionnement de l'institution judiciaire. Cette nouvelle atteinte à l'indépendance de l'autorité judiciaire affaiblit autant le crédit de la justice que l'autorité de l'État ». Reçu par Jacques Chirac, il a obtenu une intervention du président de la République à ce sujet.
Guy Canivet s'engage activement en faveur de l’analyse économique du droit en promouvant son intégration dans la formation des juristes, le raisonnement judiciaire et l’élaboration normative, afin d’adapter le droit aux réalités économiques contemporaines.